# Guangzhou City Football Club
O Guangzhou City Football Club, anteriormente Guangzhou R&F Football Club (chinês tradicional: 廣州富力, chinês simplificado: 广州富力, pinyin: Guangzhou Fuli) foi um clube de futebol da China situado na cidade de Guangzhou, Guangdong que atuava na Superliga Chinesa.

## Suspensão de atividades profissionais (2025)
Em 2025, o Guangzhou anunciou a sua exclusão das competições profissionais de futebol da China após uma crise financeira que inviabilizou o pagamento de débitos e a obtenção da licença da Liga Chinesa de Futebol. Apesar de uma campanha de arrecadação de fundos, o clube declarou: "Para ser admitido na liga profissional na nova temporada, o clube está trabalhando muito de diversas maneiras. No entanto, devido às pesadas dívidas históricas, os fundos angariados não foram suficientes para saldar a dívida e, em última análise, não conseguimos obter acesso, o que lamentamos profundamente".

## Mudanças de nome
- 1986–93: Shenyang (沈阳)
- 1994: Shenyang Liuyao (沈阳东北六药)
- 1995: Shenyang Huayang (沈阳华阳)
- 1996–01: Shenyang Haishi (沈阳海狮)
- 2001–06: Shenyang Ginde (沈阳金德)
- 2007–2010: Changsha Ginde (长沙金德)
- 2011：Shenzhen Phoenix (深圳凤凰)
- 2011–2020：Guangzhou R&F(广州富力)
- 2020：Guangzhou City (广州城)

## Uniformes

### 1º Uniforme
| 2020 | 2019 | 2018 | 2017 |

### 2º Uniforme
| 2020 | 2019 | 2018 | 2017 |

## Títulos
- Campeão da Liga Sub-19 - 2003

## Elenco atual
Última atualização: 18 de novembro de 2021
Legenda
- : Capitão
- : Jogador suspenso
- : Jogador lesionado